# Ummeliata onoi
Ummeliata onoi là một loài nhện trong họ Linyphiidae.
Loài này thuộc chi Ummeliata. Ummeliata onoi được Kendo Saito miêu tả năm 1993.